# فرودگاه سیمچان
فرودگاه سیمچان (به روسی: Аэропорт Сеймчан) فرودگاهی عمومی واقع در شهر سیمچان در کشور روسیه است.

## سوانح
پروازهای تجاری از سیمچان به مناطق دورافتاده با استفاده از هلیکوپترهای Mi-8 سرویس حفاظت از آتش‌سوزی جنگل‌های محلی معمول است. در ۱۵ سپتامبر ۲۰۰۷ یکی از این پروازها در حالی که در حال حرکت برای رساندن مسافران به نزدیکی رودخانه بورگالی بود، در کوه سوروکتاش سقوط کرد. ۶ نفر جان خود را از دست دادند و یک نفر (فرمانده هواپیما) با سوختگی شدید جان سالم به در برد. غرق شده‌گان و بازمانده توسط یک Mi-8 دیگر مشاهده شدند و بازمانده به بیمارستان سیمچان منتقل شد.